# پوکیری
پوکیری (Pokiri) فیلمی در ژانر اکشن به زبان تلوگو به کارگردانی پوری جاگاناد است که در سال ۲۰۰۶ منتشر شد. از بازیگران آن می‌توان به ماهش بابو، ایلیانا دی‌کروز و پراکاش راج اشاره کرد.

## توضیحات
1. ↑  Sify claims the film's budget as ۱۰۰ million ({{INRConvert/خطای عبارت: نویسه نقطه‌گذاری شناخته نشده «۱»|100|6||USD|year={{{year}}}}})٬[۱] whereas هندو claims the film's budget as ۱۲۰ million ({{INRConvert/خطای عبارت: نویسه نقطه‌گذاری شناخته نشده «۱»|120|6||USD|year={{{year}}}}})[۲]